# Kediri (Binong)
Kediri is een bestuurslaag in het regentschap Subang van de provincie West-Java, Indonesië. Kediri telt 4691 inwoners (volkstelling 2010).